# Fara San Martino
Fara San Martino es un municipio de 1.623 habitantes en la provincia de Chieti: forma parte de la Comunità Montana della Maielletta.

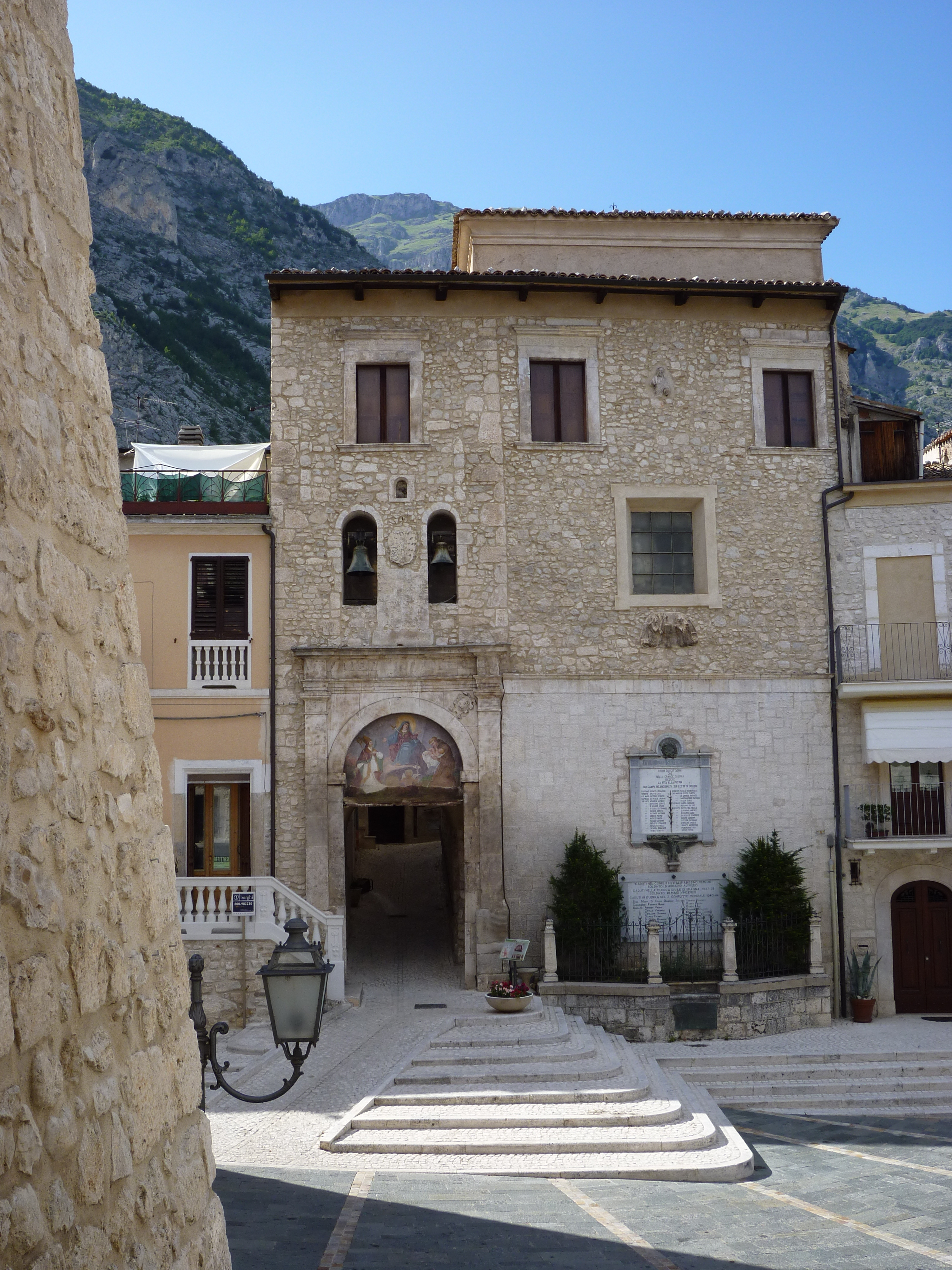
Fara San Martino

## Economía
En esta población hay varias fábricas de pasta, algunas artesanales, pero también dos a nivel industrial (De Cecco es una de ellas), que exportan sus productos a todo el mundo.

## Evolución demográfica
| Gráfica de evolución demográfica de Fara San Martino entre 1861 y 2001 |
|                                                                        |
| Fuente ISTAT - elaboración gráfica de Wikipedia                        |